# Witajcie w życiu
Witajcie w życiu – polski film dokumentalny z 1997 w reżyserii Henryka Dederki przedstawiający kulisy działalności koncernu Amway zajmującego się sprzedażą bezpośrednią.

## Procesy sądowe
Od pierwszej publicznej projekcji filmu jego rozpowszechnianie jest niemożliwe z powodu wyroków sądów, dlatego film zdobył miano pierwszego „półkownika” III RP.
W 1997 roku Amway wytoczył proces karny autorom filmu (oskarżając ich o zniesławienie) oraz proces cywilny producentom (TVP i spółce Contra Studio). Proces karny został umorzony przez Sąd Okręgowy w Łodzi w 2003 z powodu przedawnienia. W 2004 roku pozew cywilny oddalił Sąd Okręgowy w Warszawie, uzasadniając orzeczenie argumentem, iż film powstał w interesie społecznym. Amway odwołał się od tego wyroku do Sądu Apelacyjnego. SA w osobie sędziego Krzysztofa Tucharza uznał racje osób pokrzywdzonych i zarzuty zniesławienia za „w dużej części uzasadnione”. Jednocześnie zakazał emisji filmu. Nakazał także producentom zamieszczenie przeprosin w prasie i wpłatę 10 tys. zł na cele charytatywne.
Prawnicy producenta filmu odwołali się do Sądu Najwyższego, który skierował sprawę do ponownego rozpatrzenia przez Sąd Apelacyjny, nakazując skorzystanie z opinii biegłych. Sędzia Antoni Górski tłumaczył, że sąd powinien skorzystać z opinii biegłego – reżysera. „To film o skomplikowanej strukturze, a nie dokument, który można oceniać w kategorii prawda/fałsz. Oprócz treści ocenić trzeba warsztat artystyczny”, mówił sędzia.
O sprawie sądowego zablokowania emisji filmu Witajcie w życiu Adam Bogoryja-Zakrzewski nakręcił w 2001 film dokumentalny Szlaban.
W 2009 planowany był pokaz filmu podczas Warszawskiego Festiwalu Filmowego, jednak Telewizja Polska nie udzieliła na niego licencji, ze względu na niezakończone procesy sądowe.
18 grudnia 2012 r. Sąd Okręgowy w Warszawie orzekł, iż TVP może wyświetlić film na swojej antenie, jednak jak zaznaczył w wyroku „pod warunkiem usunięcia z niego nieprawdziwych danych o strukturze dochodów korporacji”.